# Белов, Евгений Иванович
Евге́ний Ива́нович Бело́в  (род. 15 апреля 1945) — российский государственный и политический деятель, мэр Омска в 2001—2005 годах.

## Биография
Евгений Иванович родился городе Сызрань Куйбышевской области. После окончания школы поступил на теплоэнергетический факультет Куйбышевского политехнического института. В начале 1969 года по распределению приехал в Омск на ТЭЦ-3. Затем проходил военную службу под Уссурийском в должности командира огневого взвода. После демобилизации вернулся на ТЭЦ-3.
Прошёл ступени карьерного роста, начиная с рабочей должности — помощника машиниста по тепловым механизмам, заканчивая генеральным директором OAO «ОмскЭнерго» (в 1993—2000 годах). Назначен мэром города Омск в 2000 году, избран на этот пост 18 марта 2001 года, на голосовании получил 58,2% голосов и явке 29,2%. На выборы 2005 года свою кандидатуру не выставлял. С 1999 по 2003 годы — депутат Законодательного собрания Омской области.
Срок на посту мэра остался практически ничем не знаменательным, в полную противоположность срокам предшественников Юрия Шойхета и Валерия Рощупкина.
На посту мэра сменён Виктором Шрейдером.

### Личная жизнь
Женат на Наталье Викторовне Беловой, имеет двух сыновей.

## Награды
- Действительный член Российской Академии естественных наук;
- Действительный член общероссийской муниципальной академии:
- «Почетный энергетик РАО ЕЭС РФ»;
- Орден «Большая звезда с короной» Европейской Академии естественных наук (Ганновер);
- Орден "За честь и доблесть "Общественная организация «Российский национальный олимп»;
- Медаль МКФ «Золотой витязь» Дети — будущее России;
- Памятная медаль энциклопедии «Лучшие люди России»;
- Памятная медаль «60 лет Победы в Великой Отечественной войне»;
- 16 памятных медалей министерств и ведомств Российской Федерации;
- Заслуженный энергетик Российской Федерации;
- Орден Преподобного Сергия Радонежского[3]
- Медаль ордена «За заслуги перед Отечеством» II степени (12 апреля 2023) - за активную общественную деятельность[4]